# Carolina Reaper
A Carolina Reaper é uma pimenta, variedade da espécie Capsicum chinense, originalmente chamada de "HP22BNH", foi criada por Ed Currie, cultivador e presidente da companhia de pimentas PuckerButt Pepper Company em Fort Mill, Carolina do Sul, Estados Unidos. É fruto do cruzamento entre a Habanero e a Naga Bhut Jolokia. Desde 2013 é considerada pelo Guinness World Records a pimenta mais forte do mundo, com unidades de Scoville que variam entre 1,15 milhão e 2,200 milhões de SHU.